# Dante Colle
Dante Colle (Addison, 2 agosto 1994) è un attore pornografico statunitense, attivo principalmente nella pornografia omosessuale.

## Biografia e carriera
Cresciuto nella periferia di Chicago, all'età di 18 anni è entrato nell'industria pornografica dopo aver risposto a un annuncio di Backpage e ha iniziato a girare per il sito web Corbin Fisher. L'annuncio era di una compagnia per film per adulti omossessuali la quale offriva anche scene eterosessuali e per questo motivo si è diretto a Las Vegas e ha accettato di girare.
Nel 2013 ha firmato un contratto di 4 anni con lo studio di cinema per adulti gay utilizzando Ryder.
Dal 2018 ha iniziato a girare anche film porno eterosessuali (She Wants Him, per Adult Time), bisessuali (Bisexual, Volume One, per Evil Angel) e transessuali (Trans Superstar: Khloe Kay, per Evil Angel), rimanendo, tuttavia, noto per la sua attività nei film omosessuali.
Nel 2020 Colle ha vinto ai premi Grabby il riconoscimento come artista dell'anno insieme a Michael Delray.
Ha partecipato insieme ad altri quattro attori nel documentario Pornstar Pandemic sull'impatto della pandemia di COVID-19 sul lavoro degli attori pornografici.
Agli XBIZ Award 2021 ha ottenuto il premio Performer of the Year nella nuova categoria che premia l'artista, maschile o femminile, che si è distinto nell'anno.

## Riconoscimenti
AVN Awards
- 2020 – Best Transgender Group Sex Scene per Chanel Santini: TS Superstar con Chanel Santini, Lance Hart, Will Havoc, Pierce Paris e Wolf Hudson[13]
- 2024 - Niche Performer of the Year[14]
- 2024 - Best Double Penetration Sex Scene per Influence: Vanna Bardot Part 3 con Vanna Bardot e Alex Jones[15]
- 2024 - Best VR Trans Sex Scene per Measure Me con Emma Rose[16]
- 2024 - Hottest Trans Creator Collab con Aubrey Kate (Fan Award)[17]

XBIZ Awards
- 2021 - Performer of the Year[18]
- 2022 – Best Sex Scene – Performer Showcase per Influence: Emily Willis con Emily Willis e Mick Blue[19]
- 2022 - Best Sex Scene Gay per Dante e DeAngelo con DeAngelo Jackson[20]
- 2023 - Best Sex Scene - Carrer-First Performance per Remy's Back With A Bang con Remy LaCroix, Damon Dice, Tommy Pistol e Jonh Strong[21]
- 2024 - Best Sex Scene - Trans per Wasteland Ultra con Brittney Kade[22]

XRCO Award
- 2022 - Best Actor[23]

Transgender Erotica Awards
- 2021 - Best Boy/Girl Scene per Family Transformation con Daisy Taylor[24]
- 2021 - Best Non - TS Performer Male[24]
- 2023 – Best Girl/Boy Scene per Pansexual X Porn Crash 3 con Aubrey Kate[25]